# Болеслав III Марнотратний
Болеслав III Марнотратний (1291 – 1352) — Легницько-Брегзький, Ґлоговський, Опавський, Вроцлавський князь з князівської Легницької гілки династії Сілезьких П'ястів. Син князя Генріха V, зять короля Богемії і Польщі Вацлава II, шурин короля Івана І Люксембурзького.

## Життєпис
Князь Болеслав III народився бл. 1291 року. Він був сином князя Яворського, Леґницького, Вроцлавського Генріха V та його дружини Єлізавети Болеславни. Після смерті батька він був ще неповнолітнім і управління князівством здійснювали регенти. 
1303 року, коли йому було 12 років, він був одружений своїм опікуном, королем Богемії Вацлавом II, на своїй неповнолітній доньці Маргариті (Маркеті). 
1306 року, завдяки своїй спорідненості з династією Пржемислів, після смерті 16-річного короля Богемії, Угорщини та Польщі Вацлава III, його розглядали його як спадкоємця цих престолів. 
До 1311 року, разом з молодшими братами володів Вроцлавським і Леґницьким князівствами. Але під тиском молодших синів Болеслав III змушений був поділити володіння. Болеслав отримав Бреґське князівство, Генріх VI Добрий отримав Вроцлавське, а Владислав отримав Леґницьке князівство.
Був серед союзників Люксембургів у боротьбі за Богемський та Угорський трони, у 1315 році він запевнив короля Івана І у своїй підтримці проти повсталого Їндриха з Липи. 
1322 року став намісником Богемського королівства на час відсутності короля. 9 травня 1329 року у Вроцлаві він прийняв своє князівство як феод від Богемського короля Івана І Люксембурга. Таким чином він став васалом Богемської корони. 
1335 року брав участь в історичній зустрічі Чеського, Польського та Угорського королів у Вишеграді по розділу сфер впливу у Центральній Європі. 
Помер 1352 року. Був похований у каплиці Любунзького монастиря.

## Родина
Болеслав III був одружений двічі. Від першого шлюбу з Маргаритою (21 лютого 1296 - 8 квітня 1322), донькою короля Богемії і Польщі Вацлава II, він мав трьох синів:
- Вацлав I (1310/1318 - 2 червня 1364), князь Леґницький і Намисловський.
- Людвик I (1313/1321 - 6/23 грудня 1398), князь Леґницький і Бреґзький.
- Микола (народився і помер 7 квітня 1322).

Другий шлюб із Катериною (пом. 5 березня 1358 р.), донькою бана Хорватії Младена III Шубича, був бездітним. 

Його друга дружина за заповітом отримала Бреґзьке князівство, яким правила до своєї смерті 1358 року.